# Dark Touch
Pour plus de détails, voir Fiche technique et Distribution.
Dark Touch est un film d'horreur franco-irlando-suédois écrit et réalisé par Marina de Van, sorti en 2013.

## Synopsis
En Irlande, dans une maison isolée à la campagne les objets et les meubles tuent les habitants en se jetant sur eux. Seule une enfant survit, alors que la police refuse de tenir compte de son témoignage.

## Fiche technique
- Titre original : Dark Touch
- Réalisation : Marina de Van
- Scénario : Marina de Van
- Direction artistique : Tamara Conboy
- Décors : Gilles Balabaud
- Costumes : Lara Campbell
- Photographie : John Conroy
- Son : Tobias Rönnertz
- Montage : Mike Fromentin
- Musique : Christophe Chassol
- Production : Marc Bordure, Ed Guiney, Jean-Luc Ormières et Patrick Sobelman
- Sociétés de production : Element Pictures, fonds Eurimages et Ex Nihilo ; Film i Väst, Filmgate Films et Irish Film Board (en)
- Sociétés de distribution : Wild Bunch,  KMBO
- Budget : 2 729 542 d'euros[1]
- Pays de production :  Irlande  Suède  France (minoritaire)
- Langue originale : anglais
- Genre : horreur
- Durée : 90 minutes
- Dates de sortie :
  - États-Unis : 18 avril 2013 (Festival du film de Tribeca)
  - Suisse : 9 juillet 2013 (Festival international du film fantastique de Neuchâtel)
  - France : 7 septembre 2013 (L'Étrange Festival) ; 3 octobre 2013 (avant-première au cinéma l'Absurde Séance à Nantes) ; 19 mars 2014 (nationale)
  - Suède : 3 octobre 2013 (Festival International du Film Fantastique de Lund (en))
  - Irlande : 25 octobre 2013 (Horrorthon Film Festival à Dublin)
- Classification : Interdit aux moins de 12 ans avec avertissement en  France

## Distribution
- Missy Keating (VF : Solenn Gaillou) : Niamh
- Marcella Plunkett (VF : Aziliz Bourgès) : Nat Galin
- Padraic Delaney (VF : Achille Grimaud) : Lucas Galin
- Robert Donnelly : Ryan Galin
- Charlotte Flyvholm (VF : Nolwenn Korbel) : Tanya Collins
- Richard Dormer (VF : Tangi Daniel) : Henry
- Catherine Walker (VF : Katia Lutzkanof) : Maud
- Mark Huberman (VF : Tony Foricheur) : Joseph
- Stephen Wall (VF : Lionel Monier) : Matthew Collins
- Clare Barrett (VF : Gaela Gautier) : Christine
- Ella Hayes : Emily
- Mark Huberman : Joseph
- Katie Kirby : Lisbeth
- Art Parkinson : Peter
- Susie Power : Lucy
- Anabel Sweeney : Anne
- Olga Wehrly : Colette

## Distinctions

### Récompenses
- Festival international du film fantastique de Neuchâtel 2013 : Prix H.R. Giger (Narcisse du meilleur film)

### Nominations et sélections
- L'Étrange Festival 2013[2]
- Festival du film de Tribeca 2013[3]
- Festival européen du film fantastique de Strasbourg 2013
- Festival international du film fantastique de Gérardmer 2014